# Хмельницький Володимир Ілліч
Володимир Ілліч Хмельницький  (3 березня 1935, Умань, Черкаська обл. — 24 вересня 2023) — радянський і український кінорежисер, сценарист. Заслужений діяч мистецтв України (2003).

## Біографія
Закінчив економічний факультет Всесоюзного державного інституту кінематографії (1957) та Вищі режисерські курси (1963) в Москві. 
Працював на «Укртелефільмі» (1961–1962), потім — на Київській студії науково-популярних фільмів (1964–1974).
Член Національної спілки кінематографістів України.
Дружина — режисерка монтажу Аделіна Хмельницька (1937—2021).
Помер після тяжкої хвороби 24 вересня 2023 року.

## Фільмографія
Створив стрічки:
- «Сини Гіталова» (1961, т/ф),
- «Вічний вогонь» (1962, т/ф),
- «Загадки скляних чоловічків» (1964),
- «День на залізній землі» (1965),
- «Людина шукає веселку» (1965),
- «День з Павлом Вірським» (1966, Диплом І ст. Зонального огляду, Тбілісі, 1967),
- «Там, де країна Боспор» (1966),
- «Художня гімнастика» (1966),
- «З часів Марії Оранти Київської» (1970),
- «Балада про вогонь» (1970, т/ф),
- «Водолази» (1971, диплом Всесоюзного фестивалю фільмів на робітничу тему, Горький, 1972),
- «Пороги» (1971),
- «Де ти, Блакитна Попелюшко?..»/(рос.)«Где ты, Голубая Золушка?..» (1971, короткометражний фільм/мультфільм; текст за кадром читає Зиновій Гердт);
- «Чоловіки та жінки» (1973, III місце на Республіканському кінофестивалі дитячих та юнацьких фільмів, Суми, 1974; Гран-прі Президента республіки на V Міжнародному кінофестивалі спортивних фільмів, Реймс, Франція, 1974; Кубок Асоціації туризму та Гран-прі на XXIX Міжнародному кінофестивалі спортивних стрічок в Кортіна д'Ампеццо, 1974),
- «Про загадки сміху» (1974),
- «В ритмі самбо» (1978, приз 1978 р. в Ленінграді),
- «Коли тобі сімнадцять» (1979, автор сцен.),
- «Здрастуй, море!» (1979, Головний приз на кінофестивалі в 1980, Кишинів),
- «Крилата вахта України» (1982),
- «Південний фронтир. Фільм 63» в документальному циклі «Невідома Україна. Нариси нашої історії» (1993),
- «Хто гоїв рани козакам? Фільм 4» в документальному циклі «Невідома Україна. Лікарська справа в Україні» (1993) та ін.

Створив телевізійні стрічки:
- «Алмазна стежка» (1977, художній фільм (5 с), «Київнаукфільм»),
- «Люди і дельфіни» (1983, науково-фантастичний художній фільм (4 с.); співавт. сцен. з Ю. Аліковим та О. Леонтьєвим),
- «Білий олень тундри» (1987),
- «Лесь Курбас. Між двома пострілами» (1998),
- «Борис Мозолевський. Скіфська балада» (1998),
- «Будинки і химери. Владислав Городецький» (1999),
- «Дотик. Микола Гринько».
- «Чи є життя на Марсі?» (2013)

Режисер-постановник:
- На Одеській кіностудії поставив художній фільм «Я — Водолаз 2» (1975, співавт. сцен. з В. Коротичем).

Режисер-постановник і сценарист:
- Співавтор сценарію (з В. Железніковим та О. Леонтьєвим) радянського узбецького кінофільму «Всі ми трошки коні» (1988, «Узбекфільм», реж. Мухтар Ага-Мірзаєв).
- Режисер та співавтор сценарію (з О. Леонтьєвим) художньої кінокартини «На прив'язі біля злітної смуги» (1989, «Київнаукфільм»).
- Режисер та співавтор сценарію (з Г. Владимовим) художньої кінокартини «Вірний Руслан (Історія вартового собаки)» (1991).